# Oxychilus mavromoustakisi
Oxychilus mavromoustakisi is een slakkensoort uit de familie van de Oxychilidae. De wetenschappelijke naam van de soort is voor het eerst geldig gepubliceerd in 1934 door F. Haas.